# Vergonzana
Vergonzana ('Ergunzana in dialetto cremasco) è una frazione del comune lombardo di Crema.

## Storia

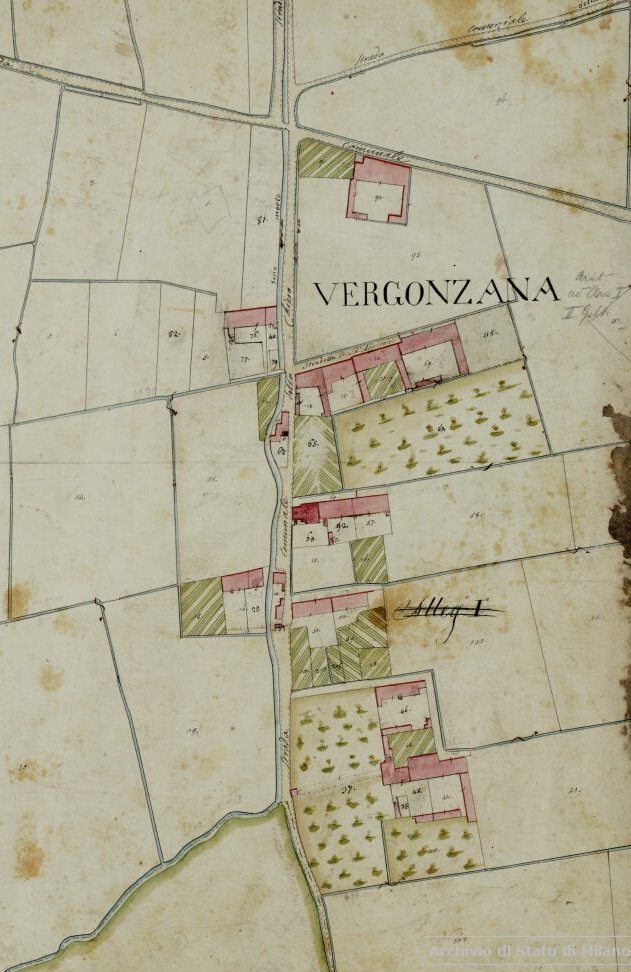
Estratto della "Mappa originale del Comune censuario di Vergonzana", anno 1814, conservata presso l'Archivio di Stato di Milano

L'origine toponomastica è controversa: alcuni ne ravviserebbero la derivazione da virgulto o vergeto, ipotizzando la coltivazione di piante di sostegno delle viti un tempo molto diffuse nel cremasco. Altri ne farebbero derivare il nome da un patronimico, Verecundus, oppure Verecundianus.
La frazione di Vergonzana non ha mai avuto vera autonomia politica ed amministrativa, eccetto che per un breve periodo quando fu citata in una convenzione datata 9 aprile 1361 tra il podestà di Crema e i consoli dei comuni delle porte per la manutenzione delle vie, dei ponti e delle strade.
Il piccolo borgo non venne più citato né negli statuti del 1536 né nell'estimo del 1685.
Dal punto di vista religioso il primo documento risale al XVI secolo quando l'oratorio di San Rocco fu citato tra le dipendenze del monastero di San Benedetto a Crema.
Verso il 1580, anno dell'erezione di Crema al rango di sede di diocesi, la chiesa risulta alle dipendenze della parrocchia di Madignano.
Il 18 gennaio 1605 monsignor Gian Giacomo Diedo istituì la parrocchia: nei decenni successivi erano attive anche le due confraternite del Sacramento e del Rosario. Nel 1741 il vescovo Lodovico Calini consacrò la nuova chiesa riedificata pochi anni prima.
All’annessione alla Lombardia nel 1797, fu estimata a parte nel catasto, ma l’appartenenza a Crema non fu contestata.

## Monumenti e luoghi d'interesse

### Architetture religiose

#### Chiesa parrocchiale di San Rocco
La chiesa parrocchiale di San Rocco confessore è un edificio costruito attorno al 1734 grazie al mecenatismo locale. Vi si conservano interessanti opere d'arte: la tela della crocifissione di attribuzione incerta (Carlo Urbino oppure Giovanni da Monte), due pregevoli stendardi di Vittoriano Urbino e Gian Giacomo Barbelli, i misteri del Rosario del Barbelli, il battesimo di Gesù di Eugenio Giuseppe Conti.

### Architetture civili

#### Villa Oldi-Zurla
Villa circondata da grande parco e divisa costruttivamente in due parti: la prima è una riedificazione del XVII secolo di una precedente costruzione, forse una fortificazione. La seconda parte fu aggiunta nel XVIII secolo ed è di taglio razionalistico.

#### Villa Albergoni
Villa divisa in due brani costruttivi, uno razionalistico ed uno neoclassico. Adiacente al complesso della villa Albergoni-Zurla, oggi abitata dagli eredi del marchesato degli Zurla, si trova un complesso rustico la cui edificazione risale al XVII secolo.

#### Fornace
A nord dell'abitato, in mezzo da un terreno agricolo, sorge isolata una ciminiera: è quanto rimane di una fornace qui dislocata che sfruttava i banchi d'argilla del territorio di Vergonzana.

## Società

### Tradizioni e folclore
La frazione di Vergonzana ha una propria scormagna: fasulèt (fazzoletti), forse a indicare l'esiguità dimensionale del borgo.